# Gaál Attila Csaba
Gaál Attila Csaba (Budapest, 1989. február 21. –) magyar színész, rendező.

## Életpályája
A Boronkay György Műszaki Középiskola és Gimnáziumban érettségizett. Az Újszínház Stúdiójában tanult színészetet, az Eötvös Loránd Tudományegyetemen matematikát. A Marosvásárhelyi Művészeti Egyetemen színészként  és rendezőként folytatott felsőfokú tanulmányokat, mindkét szakon 2017-ben diplomázott.
Szerepelt a marosvásárhelyi Nemzeti Színházban, a székelyudvarhelyi Tomcsa Sándor Színházban és Nagyváradon a Szigligeti Színházban illetve a Yorick Stúdióban. 2016-ban megálmodója és főszervezője volt a MASZIDI-nek, vagyis a Magyar Színházi Diáktalálkozónak, mely a kolozsvári, a kaposvári, a budapesti, az újvidéki és a marosvásárhelyi színművész szakos diákok találkozója. 2020-ban megszervezte a Fiatalok Szabadtéri Színpada (FISSZ FESZT) összművészeti programsorozatot, amelynek nyaranta Dunakeszi a helyszíne.
2019-ben társaival Bélai Marcellel és Kozma Gábor Viktorral létrehozták a Vadász Esélye elnevezésű budapesti színházi alkotóközösséget, amelyből 2021-ben kilépett és Deák Attilával közösen megalapították az Epika Kulturális és Művészeti Alapítványt. 2017-től a Veszprémi Petőfi Színház társulatának tagja. 2019-ben elnyerte a Magyar Teátrumi Nyári Fesztivál fődíját, a Legjobb Férfi Főszereplő kategóriában. 2021-ben megkapta első szerepét egy mozifilmben,  Iveta Grófová rendezésében az Emma és a Halálfejes Lepke című szlovák-magyar-cseh-osztrák koprodukcióban, amelyben Borbély Alexandra, Molnár Piroska, Újlaki Dénes, Derzsi János, Mílán Ondrik, Florentin Groll és Alexander E. Fennon mellett játszik.

## Fontosabb színházi szerepei
- William Shakespeare: Szentivánéji álom... Demetrius, Oberon
- William Shakespeare: Ahogy tetszik... Próbakő, bohóc
- Molière: Tartuffe... Valér; Rendőrhadnagy
- Bertolt Brecht: Kurázsi mama és gyermekei... Stüsszi
- Aiszkhülosz – Szophoklész – Euripidész: Iszméné... Oidipusz
- Tom Schulman: Holt költők társasága... Charlie Dalton
- Peter Stone – Maury Yeston: Titanic... Charles Lightoller, másodtiszt
- Christopher Hampton: Veszedelmes viszonyok... Danceny lovag
- Ken Ludwig: A hőstenor... Max, Saunders titkára
- David Seidler: A király beszéde... Rendező
- Békediktátum- Trianon 100... szereplő
- Csiky Gergely: A nagymama... Kálmán
- Nóti Károly – Fényes Szabolcs – Szenes Iván: Nyitott ablak... Novotny
- Bródy Sándor: A tanítónő... Járásorvos
- Molnár Ferenc: A Pál utcai fiúk... Áts Feri
- Gyurkovics Tibor: Nagyvizit... F. Tóth
- Eisemann Mihály – Halász Imre – Békeffi István: Egy csók és más semmi.... Péter
- Ábrahám Pál: Viktória.... Kozák tiszt, Ispán
- Huszka Jenő – Szilágyi László: Mária főhadnagy... Herbert
- Lőkös Ildikó – Kálloy Molnár Péter: A mindenség elmélete... Kalatnyikov; Salk professzor; Jonathan
- Szűcs László: Madarat tolláról... Harkálymester
- E. T. A. Hoffmann – Szurdi Miklós – Szomor György – Valla Attila: Diótörő és egérkirály... Törpe
- Csukás István – Janik László – Varga Bálint: Keménykalap és Krumliorr... Svindli (a Pattanásos)
- Urbán Gyula: Egerek... Márton papa
- Móra Ferenc: Kincskereső kisködmön... Tanító
- Bozsó József – Kocsák Tibor: Hagymácska... Tökficsúr (kosárárus)
- Sütő András: Csillag a Máglyán... Kálvin János
- Topolcsányi Laura – Szomor György: Petőfifjú... Igazgató, Sass István barát, Színész 1

## Rendezéseiből
- Bertolt Brecht: Szecsuáni Jólélek (Marosvásárhelyi Művészeti Egyetem, 2016)
- Jokum Rohde: Pinocchio hamvai (Marosvásárhelyi Művészeti Egyetem, 2016)
- Anton Pavlovics Csehov: Ivanov (Marosvásárhelyi Művészeti Egyetem, 2017)
- Hedry Mária: Spenót Panna (Veszprémi Petőfi Színház, 2019)

## Filmek, tv
- A tanár (2020)
- Emma és a halálfejes lepke (2022)

## Díjak
- Magyar Teátrumi Nyári Fesztivál – Legjobb Férfi Főszereplő (2019)